# José Beyaert
José Beyaert (Lens, Francia, 1 de octubre de 1925 - La Rochelle, Francia, 11 de junio de 2005) fue un ciclista de ruta francés. Fue profesional entre 1949 y 1953.

## Palmarés
1948
- Campeón de ruta individual Juegos Olímpicos de 1948
- Medalla de bronce de la contrarreloj por equipos en los Juegos Olímpicos de 1948

1949
- Gran Premio de l'Écho d'Alger

1950
- Gran Premio de Isbergues

1952
- Vuelta a Colombia, más 5 etapas[3]

1953
- 2 etapas de la Vuelta a Colombia

1955
- 3 etapas de la Vuelta a Colombia

## Resultados en Grandes Vueltas
Durante su carrera deportiva ha conseguido los siguientes puestos en las Grandes Vueltas:
| Carrera         | 1949 | 1950 | 1951 | 1952 |
| --------------- | ---- | ---- | ---- | ---- |
| Giro de Italia  | -    | 72.º | -    | -    |
| Tour de Francia | -    | 47.º | Ab.  | -    |
| Vuelta a España | -    | -    | -    | -    |
| Mundial en Ruta | -    | -    | -    | -    |